# Geneviève Rostan
Geneviève Rostan, née le 11 janvier 1886 à Marseille et morte le 15 août 1974 à Aix-en-Provence, est une illustratrice et graveuse sur bois française, active durant les années 1920.

## Biographie

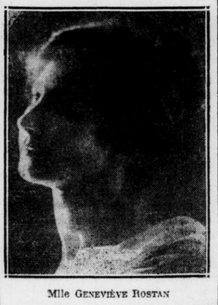
Geneviève Rostan, dans le n°924 du journal Le Quotidien, du 21 octobre 1925. L'article mentionne son obtention du deuxième prix au grand prix Gustave Doré.

Les 24 et 31 mai, ainsi que le 7  juin 1921, elle participe à plusieurs concours de poésie,,,.
Le 15 juin 1923, galerie André, elle expose ses bois, aux côtés de Jules-Émile Zingg, Jean Lébédeff, Raymond Thiollière, dont elle devient une amie proche, Louis Bouquet ainsi que d'une certaine Mlle Faure.
Le 20 octobre 1925, lors de la première édition du grand prix Gustave Doré, elle remporte le deuxième prix et la somme de 2000 francs, pour sa proposition de couverture du futur roman L'infirme aux mains de lumière d’Édouard Estaunié. Son illustration se retrouve donc sur l'ouvrage, qui sort le mois suivant, aux éditions Le livre Moderne illustré.
Le 19 mars 1926, elle fait partie des exposants pour Le salon des indépendants. Elle y retourne le 22 janvier 1928et le 17 janvier 1929,,. Elle expose son tableau Vieilles maisons à Entrevaux, au salon des indépendant du 25 janvier 1931.
Dans le numéro de noël 1928 de la revue Mediterranéa, une notice lui est consacrée,.
Elle contribue au numéro d'avril 1929, de la Revue Franco-Nipponne.
En 1931 ou 1932, l'État français fait l'acquisition de l'une de ses aquarelles.
Le 8 juin 1932, elle participe à la 9e exposition des fonctionnaires de l'administration des finances, qui se déroule au siège du ministère. Le 1er juin 1934, elle expose des aquarelles, lors de la 11e édition.

## Décorations d'ouvrages
- Charles Baudouin, La Jeunesse éternelle, Images de Paris, 1924[21]
- Édouard Estaunié, L'Infirme aux mains de lumière, Le Livre moderne illustré, 1925[8]
- Charles Baudouin, Le Feu des hommes, Image de Paris, 1926[22]
- Voltaire, Zadig, M. Castera, 1926[23]
- Marcel Dumenger, Tickets, Images de Paris, 1926[24],[25]
- Charles Baudelaire, Les paradis artificiels, M. Castera, 1926[26]
- Johann Goethe, Faust, M. Castera, 1927[27]
- Voltaire, La Princesse de Babylone, M. Castera, 1927[28]
- Marcel Dumenger, Seize sonnets d'amour, Essor niçois, 1928[29]